# Rudolf Svensson
Pour les articles homonymes, voir Svensson.
Johan Rudolf Svensson est un lutteur suédois né le 27 mars 1899 à Gudhem et mort le 4 décembre 1978 à Bromma.

## Palmarès

### Jeux olympiques
- Médaille d'or en lutte gréco-romaine dans la catégorie des moins de 87 kg en 1932 à Los Angeles
- Médaille d'or en lutte gréco-romaine dans la catégorie des plus de 82,5 kg en 1928 à Amsterdam
- Médaille d'argent en lutte libre dans la catégorie des moins de 87 kg en 1924 à Paris
- Médaille d'argent en lutte gréco-romaine dans la catégorie des moins de 82,5 kg en 1924 à Paris

### Championnats du monde
- Médaille d'argent en lutte gréco-romaine dans la catégorie des moins de 82,5 kg en 1922 à Stockholm
- Médaille d'argent en lutte gréco-romaine dans la catégorie des moins de 82,5 kg en 1921 à Helsinki

### Championnats d'Europe
- Médaille d'or en lutte gréco-romaine dans la catégorie des moins de 87 kg en 1933 à Helsinki
- Médaille d'or en lutte gréco-romaine dans la catégorie des plus de 82 kg en 1925 à Milan
- Médaille d'argent en lutte gréco-romaine dans la catégorie des plus de 87 kg en 1934 à Rome
- Médaille d'argent en lutte gréco-romaine dans la catégorie des moins de 87 kg en 1931 à Prague
- Médaille d'argent en lutte gréco-romaine dans la catégorie des plus de 82 kg en 1929 à Stockholm